# 腐敗槽

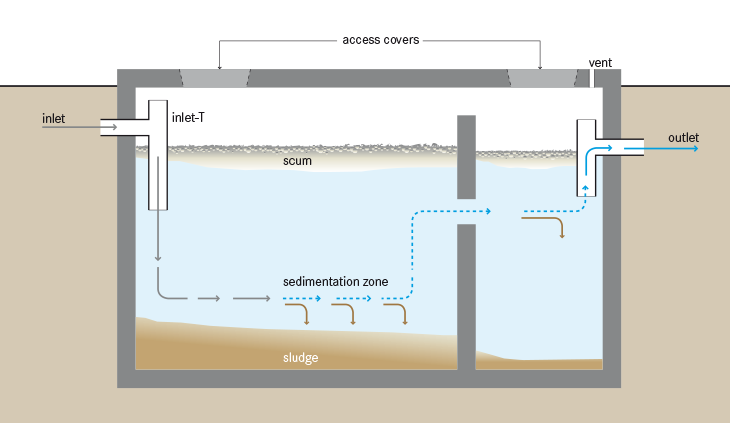
腐敗槽（セプティック・タンク）の概略図

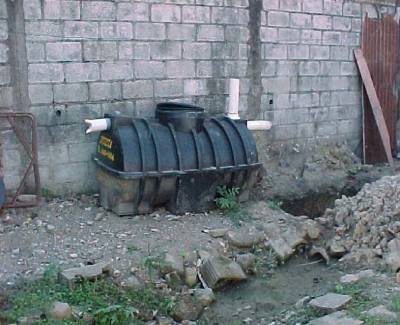
地下に設置する腐敗槽（セプティック・タンク）の外観

腐敗槽（ふはいそう）は、汚濁物質の沈殿除去と嫌気性細菌による分解（嫌気性処理）を利用する簡易な生活排水の処理装置。英語ではセプティック・タンク（ST、Septic tank）という。
腐敗槽（セプティック・タンク）はフランスで19世紀末に発明された排水処理技術で、東南アジアやアメリカ合衆国などのトイレが湿式（水洗トイレ）の地域において簡易な汚水処理装置として普及している。特に後述のイギリスのDonald Cameronによって開発され実用化された腐敗タンク（Septic tank）を指すこともある。これらは日本で利用されている浄化槽よりも構造が単純で、好気性処理を組み合わせて処理する装置ではない。

## 構造
腐敗槽は浄化槽と同じく排水を発生場所で処理する分散処理の設備であるため、住戸ごとに設置される。2室以上の処理槽を連結した構造で、沈殿分離及び嫌気性微生物によって処理水を分解する。隣接する槽の底部は閉鎖されている形式と開放している形式があり、閉鎖されている形式の腐敗槽では上部から側溝などに放流し、開放されている形式の腐敗槽では地下浸透させる。
日本独自の分散型汚水処理技術である浄化槽が嫌気性処理と好気性処理の双方を利用するのに対し、開発途上国などにみられる腐敗槽（セプティック・タンク）は嫌気性処理のみである。また、浄化槽に設けられる消毒槽（塩素消毒）や接触ばっ気槽（好気性微生物による好気性処理、アンモニアの酸化処理）などの処理工程も存在しない。
先進国では汚水処理は下水道による集合処理が主流となっているが、開発途上国では現有の腐敗槽等の維持管理の改善や改良を図るほうが投資額あたりの環境改善効果が大きいという指摘もある。

## 歴史
汚水中の汚濁物質の沈殿除去と嫌気性細菌による分解を利用した装置は、1860年にフランスのJ.L.Mourasが石製のタンクを開発したことに始まる。
ただ、好気性生物等の識別は1862年にルイ・パスツール（Louis Pasteur）によって行われており、この原理を応用して1875年にフランスのLouis Mourasが考案したAutomatic Scavenger（自動清浄機）が嫌気性処理の最初の試みとされる。
その後、1880年にアメリカでE.S.Philbrickが2室の円形立形で構成される処理装置を開発した。
1896年にはDonald Cameronがイギリスのデボン州エクセターにあるセントレナード教会に水洗便所排水と生活雑排水を合わせて「腐敗槽＋接触濾床＋灌漑法」の組み合わせで処理する装置を設置した。Cameronが開発したセプティック・タンク（Septic tank）は「促腐槽」とも訳され1895年に開発されたという。
1903年にはイギリスのWilliam Travisが二階式のトラビスタンク（Travis Tank）を開発した。トラビス槽ともいい、汚泥と汚水の接触を回避して嫌気性細菌の作用が効率的になるよう、上下二室に分けて上室を沈殿、下室を汚泥の硝化にあてている。
1906年（1907年とも）にはドイツのカール・イムホフが2階タンク形式（二階槽）のイムホフタンク（インホフタンク）を発明し、さらにこれを応用してオムス式浄化装置を開発した。イムホフ槽ともいい、汚水は上部の沈殿室を静かに流れ、沈渣は底部の小孔から下部の沈渣硝化室に集まるようになっており、分解で発生したガスは沈殿室を通らず浮渣室を通って空気孔から排出され、沈渣は水位差等を利用して沈渣乾燥場に送られる。この装置は後に日本の特殊型浄化槽の原形となった。
その後、ヨーロッパでは1913年に活性汚泥法による処理が開発され、家庭下水処理法として普及していった。

## 問題点
腐敗槽のBOD除去率は50%程度であり、日本で開発された浄化槽に比べると処理性能は低い。堆積する汚泥の引き抜きが定期的かつ適切に行われていないために所期の性能を発揮できていないことも多いとされている。また、処理槽の底が開放された形式の腐敗槽では汚泥の堆積を放置したことに伴う地下水汚染などの環境汚染も指摘されている。
アジアで普及している腐敗槽は処理対象がし尿のみで、生活雑排水は処理されずに放流されていることも問題になっている。